# Julio Nava
Julio César Nava García (nacido el 29 de diciembre de 1989 en Martínez de la Torre, Veracruz) es un futbolista mexicano, juega de mediocampista ofensivo o extremo izquierdo en Penya Encarnada de la Primera División de Andorra.

## Trayectoria

### Club Deportivo Guadalajara
Surge de las fuerzas básicas del Club Deportivo Guadalajara, pero antes de partir a Jalisco a enrolarse con el equipo de Guadalajara residía en Poza Rica. Llega a los 16 años a la institución, después de jugar con el Correcaminos de la Tercera división mexicana es observado por los visores del Guadalajara y se le ofrece unirse al club dándole facilidades como una casa habitación en las instalaciones de Verde Valle. Para 2007 ya tiene una constante participación con en el equipo de Segunda división mexicana Chivas San Rafael. Asimismo, alterna con el plantel del Club Deportivo Tapatío.
En junio de 2007 es llamado por José Manuel De la Torre para realizar pretemporada con el primer equipo del Guadalajara, participando en la Copa de la Paz y la Superliga, jugando en ambos torneos. Su primer gol con el primer equipo lo logró contra el Racing de Santander, en un encuentro que terminó 5-0 a favor del Rebaño, marcaría al minuto 22' lo que sería el 2-0 en ese momento.
Su debut profesional se da el 5 de agosto de 2007 en la fecha 1 del Apertura 2007 frente a los Pumas de la UNAM, arrancando de inicio y siendo sustituido en el segundo tiempo por José Antonio Patlán. 

### Querétaro Fútbol Club
Para el Apertura 2010, fue anunciado como refuerzo del Querétaro Fútbol Club, en calidad de préstamo por 1 año sin opción a compra, marcó su primer gol en la primera división. También se destaca por su manera de jugar y se ha despachado en este torneo con 2 goles. 

### Club Deportivo Guadalajara (Segunda Etapa)
En mayo de 2011 en el Draft rumbo a Apertura 2011, fue anunciado su regreso a Chivas, luego de un año en Querétaro.

### Querétaro Fútbol Club (Segunda Etapa)
Al finalizar el Apertura 2012 Benjamín Galindo, no requirió más de los servicios de Julio Nava y fue mandado a Querétaro en calidad de Préstamo con opción a compra en su segunda etapa con el equipo.

### Chiapas Fútbol Club
Para el Clausura 2014, Querétaro no hace válida la compra por Nava, y fue mandado a Chiapas en calidad de Préstamo por 1 año con opción a compra, donde destacó en sus actuaciones y se ganó la titularidad del equipo.
Al finalizar el Apertura 2014, Chiapas compra los derechos federativos del jugador a Chivas.
En enero de 2015 fue suspendido temporalmente tras dar positivo a pruebas de dopaje. Donde fue suspendido por 8 meses, perdiéndose todo el Clausura 2015.

### Atlas de Guadalajara
Tras el nombramiento de Ricardo La Volpe como técnico del Chiapas, sin tener minutos de juego, no requirieron más de sus servicios y fue adquirido por el Atlas, en calidad de préstamo por 6 meses con opción a renovar y compra, jugando en el equipo archienemigo de Chivas.

### Chiapas Fútbol Club (Segunda Etapa)
Al finalizar el Clausura 2016, Atlas no renueva préstamo ni hace válida la compra, y regresó al equipo en su segunda etapa, siendo el primer refuerzo de Chiapas de cara al Apertura 2016.

### Clubes
| Club                       | País                | Año           | Partidos | Anotado | Media |
| -------------------------- | ------------------- | ------------- | -------- | ------- | ----- |
| Club Deportivo Guadalajara | México              | 2007-2010     | 18       | 0       | 0     |
| Querétaro Fútbol Club      | México              | 2010-2011     | 33       | 3       | 0.09  |
| Club Deportivo Guadalajara | México              | 2011-2012     | 18       | 0       | 0     |
| Querétaro Fútbol Club      | México              | 2013          | 26       | 0       | 0     |
| Chiapas Fútbol Club        | México              | 2014-2015     | 35       | 2       | 0.06  |
| Atlas de Guadalajara       | México              | 2016          | 5        | 0       | 0     |
| Chiapas Fútbol Club        | México              | 2016-Presente | 29       | 0       | 0     |
| Dorados de Sinaloa         | México              | 2016-Presente | 92       | 7       | 0.08  |
| Querétaro FC               | México              | 2020          | 11       | 0       | 0     |
| Tepatitlán Fc              | México              | 2016-Presente | 9        | 0       | 0     |
| Total en su carrera        | Total en su carrera | 2007-Presente | 276      | 12      | 0.04  |

## Selección nacional
En marzo del 2011 el técnico José Manuel de la Torre Lo llama para Integrarse a la selección mexicana sub-22 para enfrentar el Torneo Copa América.
Después de la Copa América fue llamado de nuevo a la Selección Mexicana sub-22 para disputar un encuentro ante Chile metiendo 1 gol para el equipo pero con la derrota de 1-3.

### Partidos internacionales con la sub-23
último partido jugado el 7 de septiembre de 2011
| Partidos | Partidos                | Partidos                                         | Partidos         | Partidos  | Partidos    | Partidos |
| #        | Fecha                   | Lugar                                            | Oponente         | Resultado | Competición |          |
| -------- | ----------------------- | ------------------------------------------------ | ---------------- | --------- | ----------- | -------- |
| 1.       | 25 de marzo de 2011     | Estadio Hidalgo, Pachuca, México                 | Pachuca C.F.     | 2-2       | Amistoso    |          |
| 2.       | 27 de marzo de 2011     | Estadio Nemesio Díez, Toluca, México             | Deportivo Toluca | 2-1       | Amistoso    |          |
| 3.       | 2 de septiembre de 2011 | Estadio Alfonso Lastras, San Luis Potosí, México | Chile            | 1–3       | Amistoso    |          |
| 4.       | 7 de septiembre de 2011 | Estadio La Granja, Curicó, Chile                 | Chile            | 2–2       | Amistoso    |          |